# Znanstvena revija
Znanstvena revija je periodična publikacija, ki jo izdaja akademska ali druga znanstvena ustanova, v njej pa so objavljeni članki, ki opisujejo nova znanstvena odkritja, zaradi česar so bistvenega pomena za napredek znanosti. V večini primerov so znanstvene revije specializirane na objavljanje odkritij znotraj ene ali nekaj sorodnih znanstvenih disciplin, starejše, kot sta Nature in Science pa pokrivajo široko paleto disciplin (v primeru Nature in Science celotno naravoslovje). Znanstvenih revij se običajno ne bere kot klasične revije, saj članki v njih opisujejo zelo specifične tematike, pogosto težko razumljive laikom in strokovnjakom na drugih področjih, tudi znotraj iste discipline. Poleg konferenc so glavni način izmenjave novosti v znanosti.
Glavna značilnost znanstvenih revij je znanstveno strokovno recenziranje člankov, ki jih znanstveniki oz. raziskovalne skupine pošljejo za objavo. Pri pisanju člankov za objavo v takšni reviji morajo avtorji upoštevati napisana in nenapisana pravila znanstvenega izražanja, ki so namenjena zagotavljanju obnovljivosti poskusov ter jasnosti in doslednosti opisanih idej. Urednik znanstvene revije pošlje prispele članke anonimno v pregled recenzentom, strokovnjakom na področju, ki ga opisuje članek. Ti preverijo, ali je opisana hipoteza unikatna in ustrezno osnovana na že objavljenih dejstvih, ali so opisane metode predstavljene dovolj točno da jih je možno ponoviti in so ustrezne za preverjanje izpostavljene teorije ter ali so zaključki ustrezni glede na rezultate in dovolj pomembni za napredek znanosti. Objavljen članek o raziskavi postane trajen del človeškega znanja.
Ugled znanstvene revije je odvisen od vplivnosti raziskav, ki so objavljene v njej. Najbolj uveljavljena mera za vplivnost revije je faktor vpliva (angleško impact factor (IF)), ki ga računa podjetje Clarivate. Faktor vpliva je merilo, kolikokrat vsako leto so bila odkritja, objavljena v njej, navedena v drugih člankih. Revije z višjim faktorjem vpliva imajo višje standarde glede kakovosti in pomembnosti raziskav, ki jih objavljajo, zaradi česar se je na mnogo področjih vzpostavila hierarhija revij.

## Tipi člankov
V znanstvenih revijah so objavljeni članki več različnih tipov; poimenovanje in definicije tipov se med disciplinami razlikujejo, najpogosteje pa so med njimi:
- pisma – zgoščeni opisi izsledkov najnovejših raziskav, dovolj pomembnih za takojšnjo objavo.
- članki – najpomembnejši del revije; znanstveni članki so popoln opis izvirne raziskave, vključno z razlago hipoteze, njeno umestitvijo v področje, opisom metod in interpretacijo rezultatov. Imajo točno določeno zgradbo, ki pa se lahko med disciplinami bistveno razlikuje.
- priloge k člankom – velika količina neobdelanih podatkov, navadno v obliki številk ali slik, ki so rezultat raziskave. Z objavo dobi vsak bralec možnost preverjanja avtorjeve interpretacije rezultatov. Mnogo revij objavlja takšne priloge le še na svetovnem spletu.
- pregledni članki – ne opisujejo izvirne raziskave, temveč podajajo zaokrožen pregled rezultatov večjega števila že objavljenih raziskav na določenem področju, s čimer podajajo hitro sliko o celotnem znanju na tem področju. Služijo tudi kot pregled pomembnejših objav. Obstajajo specializirane revije, ki objavljajo samo pregledne članke.

Poleg teh so lahko v znanstvenih revijah tudi uvodniki, splošne novice o ustreznem področju, komentarji objav, recenzije knjig in podobno, vendar ti deli ne gredo skozi postopek znanstvene recenzije in imajo manj veljave kot »klasični« članki, služijo pa za približevanje znanosti širši publiki.

## Spletne objave
Dandanes skoraj vse znanstvene revije ponujajo tudi dostop do objavljenih člankov prek svetovnega spleta. Na ta način se pospeši in poceni izmenjava informacij o znanstvenih odkritjih. Članki, ki jih urednik sprejme v objavo, so na spletu pogosto dostopni še preden izide ustrezna številka revije, pogosto več mesecev kasneje. Specializirane spletne podatkovne baze zbirajo osnovne podatke o člankih in iskanje po ustreznih ključnih besedah vrne seznam objav z določenega področja (podobno kot pregledni članki, a neuvrščeno v kontekst in neocenjeno glede na relevantnost). Standardni format za objavo znanstvenih člankov na svetovnem spletu je PDF.

## Zgodovina
Prvi reviji, ki sta sistematično objavljali rezultate raziskav, sta začeli izhajati leta 1665, to sta bili francoska Journal des sçavans in angleška Philosophical Transactions of the Royal Society. V 18. stoletju je nastalo že več kot tisoč znanstvenih revij, večina od katerih ni izhajala dolgo. Po 18. stoletju je pričelo število hitro naraščati.